# Sant Carles de Peralta
Sant Carles de Peralta (span.: San Carlos) ist eine Ortschaft im Osten der Baleareninsel Ibiza. Sie gehört zum Gemeindebezirk von Santa Eulària. 
San Carlos war in den 1960er Jahren ein Treffpunkt der Hippiekultur. 
Zentrum des öffentlichen Lebens ist die kleine "Bar Anita" gegenüber der Kirche. Hier befinden sich die Postfächer für die im Umland lebenden Menschen. Im Gartenrestaurant Las Dalias am Ortseingang findet jeweils samstags einer der beiden großen Hippiemärkte der Insel statt.  
San Carlos war von 1958 bis zu seinem Tod im Jahr 2022 der ständige Wohnort des deutschen Künstlers Erwin Bechtold.